# Friedhofskataster
Neben der lagegenauen Definition von Gräbern dient ein Friedhofskataster dem Betreiber eines Friedhofes (Kommunalverwaltung oder Kirchen) zur Bearbeitung aller administrativen Tätigkeiten, die im Zusammenhang mit dem Verwalten eines Friedhofes stehen.
Ein Friedhofskataster ist häufig mit einem Geoinformationssystem gekoppelt.